# Gerard Collier, 5. Baron Monkswell
Gerard Collier, 5. Baron Monkswell (* 28. Januar 1947 in London; † 12. Juli 2020) war ein britischer Peer und Politiker der Labour Party.

## Leben und Beruf
Collier wurde am 28. Januar 1947 in London als Sohn von William Collier, 4. Baron Monkswell und dessen zweiter Ehefrau Helen Dunbar geboren.
Von 1972 bis 1984 war er als Ingenieur für Produktqualität bei dem Traktorenhersteller Massey Ferguson Man Co Ltd in Trafford tätig. Er war von 1984 bis 1989 Service Administrative Manager von MF Industrial. Ab 1999 war er selbstständig.

## Politische Karriere
Beim Tod seines Vaters erbte er 1984 dessen Adelstitel als Baron Monkswell und den damals damit verbundenen Sitz im House of Lords. Seine Antrittsrede hielt er dort am 23. Januar 1985.
Von 1989 bis 1994 war er zudem Mitglied des Stadtrates (City Council) von Manchester.
Er betrachtete sich als Sozialist. Im Gegensatz zu seinem Vater legte er den Titel nicht ab, sondern bevorzugte, „das System von innen zu verändern“. Der Hereditary Peerage Association gehörte er nicht an.
1994 verbüßte er eine 14-wöchige Freiheitsstrafe zur Hälfte, nachdem er kurz zuvor einen Psychotherapeuten angegriffen hatte. Nur Tage nach seiner Entlassung aus dem Gefängnis in Kirkham nahm er seine parlamentarische Arbeit wieder auf.
Seinen Parlamentssitz verlor er durch den House of Lords Act 1999. Für einen der verbleibenden Sitze hatte er sich zur Wahl aufgestellt und kam dabei auf den 4. Platz. Nur die ersten zwei erlangten einen Sitz. Im Register of Hereditary Peers war er verzeichnet, obwohl er Hereditary Peerages ablehnte.

## Ehrungen
Collier wurde 1971 assoziiertes Mitglied der Institution of Mechanical Engineers.
1972 wurde er Freeman der City of Coventry.

## Familie
Collier heiratete am 30. März 1974 Ann Valeria Collins, die Tochter von James Collins aus Liverpool. Zusammen haben sie zwei Söhne und eine Tochter.
Sie lebten in Chorlton. Dorthin war er 1981 gezogen.
Als er 2020 starb, erbte sein ältester Sohn James seinen Adelstitel.